# Bar (município)
Bar é um município de Montenegro. Sua capital é a vila de Bar.

## Principais localidades
- Bar - Capital
- Tudemili
- Livari
- Sutomore
- Pecurice
- Virpazar
- Bukovik
- Gornji Murici

## Demografia
De acordo com o censo de 2003 a população do município era composta de:
- Montenegrinos (44,14%)
- Sérvios (24,81%)
- Albaneses (12,05%)
- Muçulmanos por nacionalidade (6,31%)
- Bosníacos (2,27%)
- Croatas (0,59%)
- outros (1,71%)
- não declarados (8,13%)